# TriNa
TriNa és una marca espanyola de begudes refrescants propietat de la multinacional Cadbury-Schweppes des de 1990. Aquesta marca té el seu origen en l'empresa Trinaranjus, fabricant d'un refresc de taronja creat pel farmacèutic valencià Agustín Trigo Mezquita.
Aquesta beguda es caracteritza i es diferencia d'altres refrescs pel fet que no conté gas, i conté un mínim del 6% de suc —que arriba a un 16% en el refresc de poma.

## Història
El primer refresc de Trinaranjus es va comercialitzar el 1933. Va ser creat a València pel Doctor Trigo i consistia en un refresc de taronja sense gas comercialitzat amb una ampolla que guardava una forma similar a la taronja, i una etiqueta on es podien veure tres peces de fruita. El Doctor Trigo va presentar el seu refresc a la fira de Marsella de 1936 amb el nom de Naranjina, i un empresari algerià-francès, Léon Breton, va obtenir la fórmula i va produir el refresc a Algèria primer i després a França amb el nom d'Orangina.
La companyia es va mantenir al llarg dels anys i va comercialitzar altres sabors al llarg del temps, consolidant-se com una de les marques més importants en refrescs sense gas d'Espanya. En 1990 la companyia va ser adquirida per la multinacional Cadbury-Schweppes. Des de llavors la companyia ha explotat altres mercats de begudes com el te o els sucs de fruita.

## Productes

### Trina
Refrescos sense gas:
- Taronja (anteriorment Trinaranjus)
- Llimona (anteriorment Trinalimón)
- Poma
- Mandarina
- Pinya
- Tropical

### Trina Té (T!)
- Roig amb Bresquilla
- Verd amb Poma
- Negre amb Llima
- Blanc amb Meló

### Vital Trina
- Pinya
- Multifruites